# El Ingenio
El Ingenio és una botiga i un taller artesanal de producció de figures de cartó pedra, així com els productes de diversió, joc, màgia i espectacle, situada al carrer de Rauric, 6 de Barcelona i catalogada com a establiment de gran interès (categoria E1).

## Història
Va ser fundada el 1838 per l'escultor Benet Escaler, descendent d'una nissaga d'una família amb tradició escultòrica i d'imatgeria popular, i pare de l'escultor modernista Lambert Escaler, que en diferents etapes de la seva vida va col·laborar amb aquest taller. Durant molts anys, va ser un dels principals fabricants de gegants, nans, capgrossos i bestiari fins al punt que es pot afirmar que molts dels gegants i capgrossos dels pobles de Catalunya van sortir d'aquest petit taller barceloní. Alguns dels gegants realitzats per El Ingenio són els del Prat de Llobregat, les Borges Blanques, Sant Vicenç dels Horts, Viladecans, Tomeu i Guida de Maó o els gegants de Navàs pubills. Entre les mostres de bestiari més destacades s'hi compta la reconstrucció del drac i la mulassa de Vilanova i la Geltrú, dissenyats per Enric Cristòfor Ricart o el drac de tres caps de Sant Pere de Ribes, dissenyat per Lola Anglada.
Després d'una crisi econòmica dels primers propietaris, fou traspassada als anys 1920 a Delfí Homs, especialitzat en la venda de figures de sants i on decidí continuar el seu negoci, però donat que la tradició de vendre productes de festa hi era tan arrelada, no li va quedar altra solució que seguir-ne el negoci. Al llarg del temps, però, ha mantingut la producció i venda continuada de figures de paper cartó, si ve que durant la Guerra Civil sobretot va vendre banderes i durant el franquisme altres articles per a celebracions religioses o per a festes majors, ja que el carnaval estava prohibit. Potseriorment, el regentà Rosa Cardona, neta de Delfí Homs i filla del que fou un dels seus grans impulsors, Josep Cardona, mort l'any 1982.
La guia Time Out li atorgà una estela per a les seves «jocs i joguines fets a mà, de l'època predigital» fascinants. Això no obstant, la jubilació dels propietaris i la baixa rendibilitat del negoci va acabar provocant el seu tancament després de dos intents de revitalització, primer en mans del Rei de la Màgia, que va tancar el 2017, i després en mans de Lluís Sala, que va reobrir el novembre del 2018, tancant definitivament l'estiu de 2019.
L'any 2021, l'Ajuntament de Barcelona va adquirir la botiga, amb la intenció de preservar el mobiliari i la col·lecció d'objectes.

## Descripció
L'establiment està situat a l'esquerra del portal d'accés a l'edifici. A l'exterior es conserva un moble de fusta decorada amb publicitat dels seus productes que emmarca l'entrada de l'establiment. A banda i banda de la porta, dos brancals decorats amb cassetons contenen vitrines emmarcades per pilastres damunt les quals s'organitza l'estructura que sosté la llinda, com un calaix on hi ha el nom de l'establiment amb caràcters realitzats de fusta. Per tal de cridar l'atenció dels vianants, a peu de carrer s'hi sol posar la figura d'un capgròs que representa Pablo Picasso. A l'entrada s'hi va col·locar el 1997 el poema visual Lletres gimnastes de Joan Brossa, poeta que tenia molt bona relació amb Josep Cardona i que volia, així, reconèixer la singularitat de la botiga.
Pel que fa a l'interior, conserva alguns dels mobles originals com els expositors amb prestatges, el taulell amb una vitrina, una caixa enregistradora i mobles de calaixos. El mosaic és original format per un model bicolor escacat. A l'interior hi ha una sala que s'usa com a taller de creació i restauració de les figures i màscares de cartó pedra.

## Galeria d'imatges

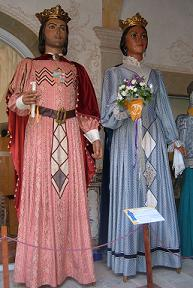
Gegants del Poblenou, realitzats a El Ingenio
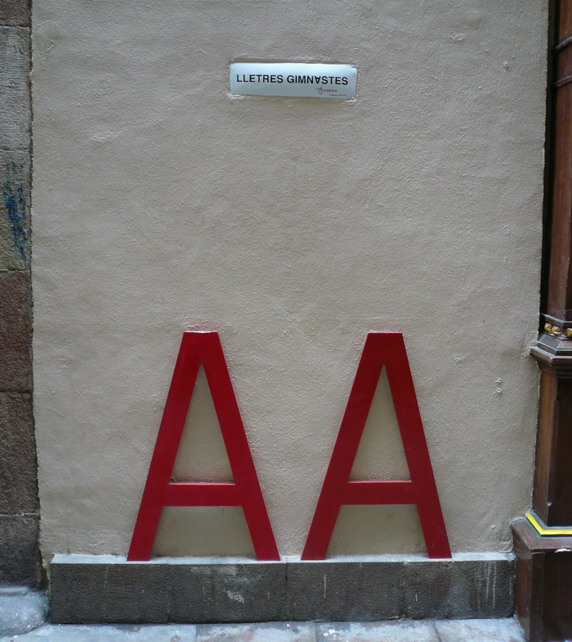
A la façana i l'entrada de la botiga hi ha instal·lat el poema visual Lletres Gimnastes de Joan Brossa
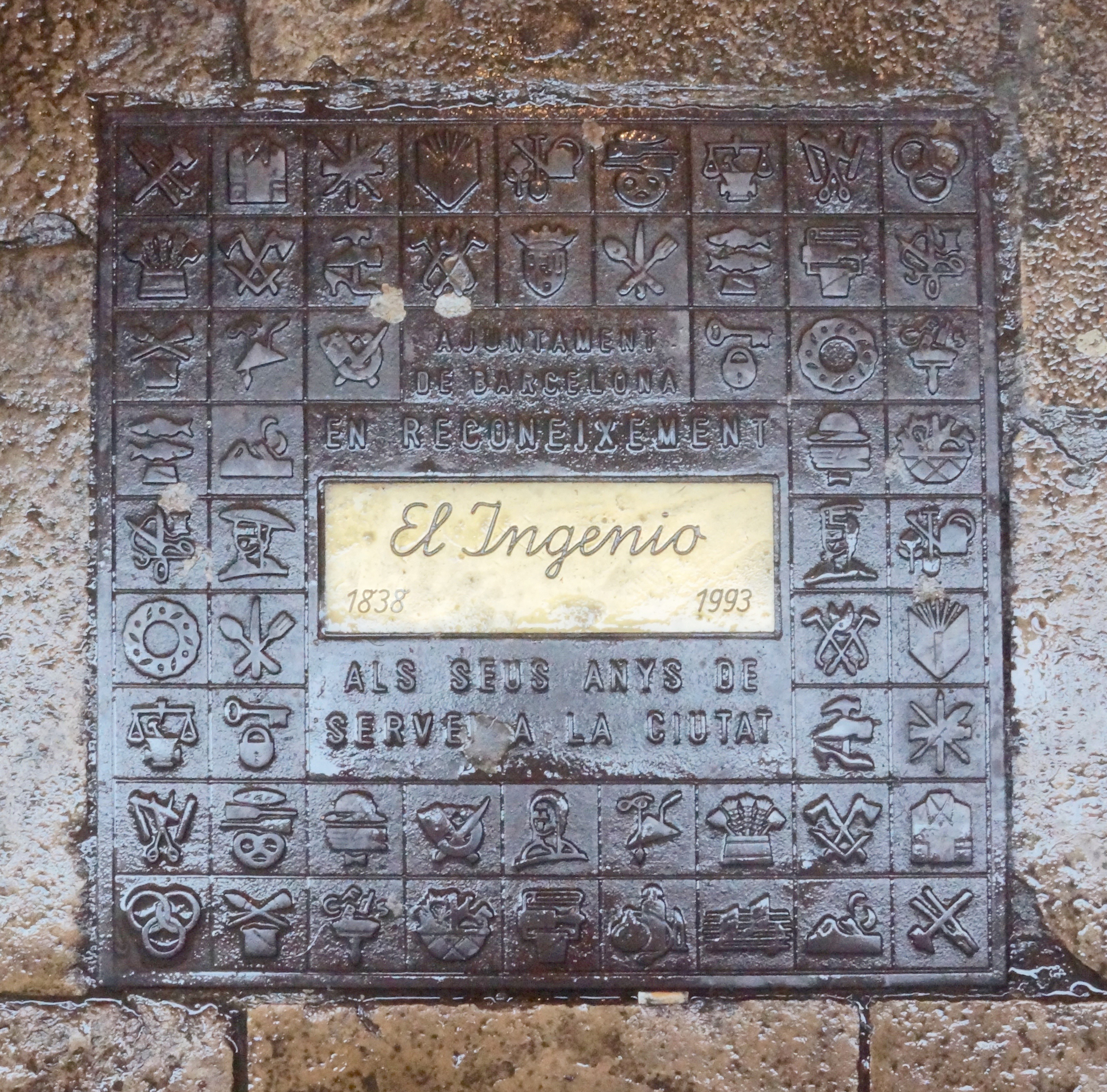
Placa de comerç emblemàtic a la vorera
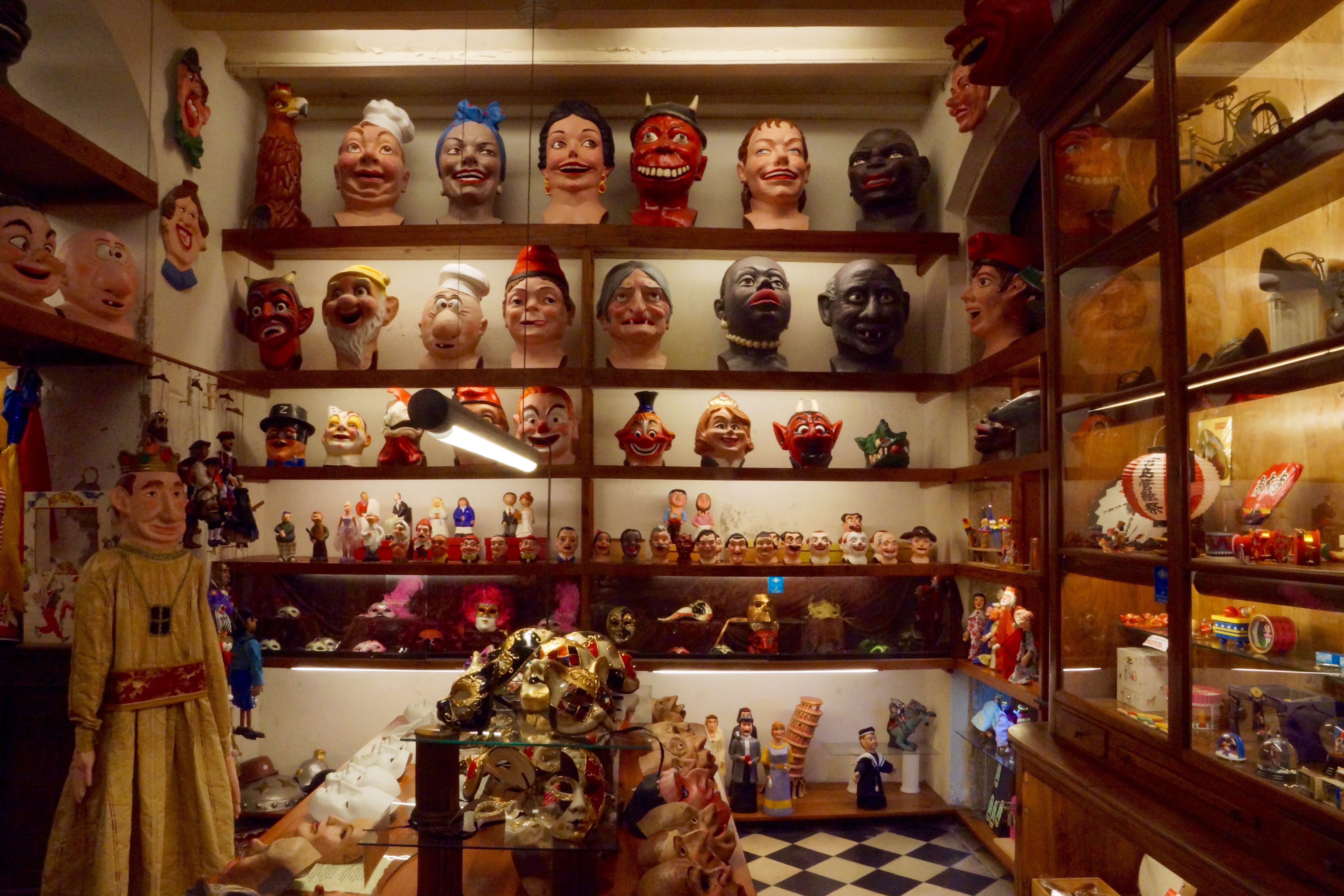
Interior